# Боргман, Генрих
Генрих Боргман (нем. Heinrich Borgmann; 15 августа 1912, Ангермюнде, провинция Бранденбург — 5 апреля 1945, Магдебург, Анхальт) — офицер Вермахта, кавалер Рыцарского креста Железного креста с Дубовыми листьями.

## Биография
В 1932 году вступил в рейхсвер, к 1939 году дослужился до капитана. Участвовал в кампаниях в Польше и Франции; за последнюю 20 июля 1940 года был награждён Рыцарским крестом железного креста. Служа на Восточном фронте в 46-м пехотном полку, 11 февраля 1942 года был награждён Дубовыми листьями к Рыцарскому кресту. В октябре 1943 года был произведён в майоры и переведён в штаб-квартиру фюрера; позже получил звание подполковника.
20 июля 1944 года был тяжело ранен в результате покушения на Гитлера. Оправившись после ранения, командовал пехотной дивизией народного ополчения «Шарнхорст» в звании полковника.
5 апреля 1945 года скончался после авианалёта в госпитале в Магдебурге.